# Bolsa de Valores do Uganda
A Bolsa de Valores do Uganda (USE; Uganda Securities Exchange) é a principal bolsa de valores do Uganda. Foi fundada em junho de 1997. O USE é operado sob a jurisdição da Autoridade de Mercados de Capitais de Uganda, que por sua vez se reporta ao Banco de Uganda, o Banco Central de Uganda .

## História
A Bolsa iniciou sua operações em janeiro de 1998. Naquela época, a bolsa tinha em sua listagem, apenas um título emitido pelo Banco de Desenvolvimento da África Oriental. As negociações eram limitadas a poucos negócios por semana.
Em julho de 2014, a USE negociava 16 empresas locais e da África Oriental listadas e iniciou a negociação de instrumentos de renda fixa. [4] A bolsa é membro da Associação Africana de Bolsas de Valores . [5]
A Bolsa de Uganda utiliza um índice de evolução do valor de todas as ações tendo como base a posição de 31 de dezembro de 2001, valor base=100
A Bolsa de Valores do Uganda (USE) opera em estreita associação com a Bolsa de Valores de Nairóbi (NSE), no Quênia, a Bolsa de Valores de Dar es Salaam (DSE), na Tanzânia, e a Bolsa de Valores de Ruanda, em Ruanda (RSE), existindo planos de integrar as quatro bolsas de valores para formar uma única bolsa da África Oriental.

## Lista de empresas com ações negociadas
Posição em março de 2020:
| Número | Símbolo | Empresa                                   | Notas                          |
| ------ | ------- | ----------------------------------------- | ------------------------------ |
| 1.     | BOBU    | Bank of Baroda                            | Banco, Finanças                |
| 2.     | BATU    | British American Tobacco                  | Indústria de tabaco            |
| 3.     | DFCU    | DFCU Group                                | Banco, Finanças                |
| 4.     | EABL    | East African Breweries                    | Fábrica de bebidas             |
| 5.     | JHL     | Jubilee Holdings                          | Seguros                        |
| 6.     | KA      | Kenya Airways                             | Aviação                        |
| 7.     | KCB     | KCB Group                                 | Finanças                       |
| 8.     | NVL     | New Vision Group                          | Imprensa, Televisão            |
| 9.     | SBU     | Stanbic Bank Uganda Limited               | Banco, Finanças                |
| 10.    | UCL     | Uganda Clays Limited                      | Material de construção         |
| 11.    | EBL     | Equity Group Holdings Limited             | Banco, Finanças                |
| 12.    | NIC     | National Insurance Corporation            | Seguros                        |
| 13.    | UCHM    | Uchumi Supermarkets                       | Supermercado                   |
| 14.    | NMG     | Nation Media Group                        | Imprensa, Televisão            |
| 15.    | CENT    | Centum Investments                        | Fundo de investimento, Imóveis |
| 16.    | UMEME   | Umeme                                     | Distribuidora de energia       |
| 17.    | CQCIL   | Cipla Quality Chemical Industries Limited | Indústria farmacêutica         |

## Sócios proprietários
A Bolsa pertence a 16 corretoras de valores. Em agosto de 2016, foi aprovada uma lei para permitir que os proprietários vendessem ações na bolsa de valores  por meio de uma oferta pública inicial. Em 18 de maio de 2017, o USE deixou de ser um fundo mútuo e registrou-se como uma empresa pública, limitada por ações. Seu capital social autorizado é foi de Shs 1 bilhão, consistindo em 100 milhões de ações da Sh10 cada. Na incorporação, o capital realizado foi de Shs 42 milhões, com cada uma das empresas investidoras fundadoras possuindo 6.000.000 de ações, cada uma avaliada em Shs 10 cada.
A participação acionária nas ações da Bolsa de Valores de Uganda é mostrada na tabela abaixo.
| Rank | Empresa                                   | Participação acionária |
| ---- | ----------------------------------------- | ---------------------- |
| 1    | African Alliance Uganda Limited           | 14.29                  |
| 2    | Baroda Capital Limited                    | 14.29                  |
| 3    | Crane Financial Services Limited          | 14.29                  |
| 4    | Crested Capital Limited                   | 14.29                  |
| 5    | Dyer & Blair Uganda Limited               | 14.29                  |
| 6    | Equity Stock Brokers Uganda Limited       | 14.29                  |
| 7    | UAP Old Mutual Financial Services Limited | 14.29                  |
|      | Total                                     | 100.00                 |